# Огюст Рікар Монферран
Анрі́ Луї́ Огю́ст Ріка́р де Монферра́н (фр. Henri Louis Auguste Ricard de Montferrand; 23 січня 1786, Шайо, передмістя Парижа — 10 липня (28 червня) 1858, Санкт-Петербург) — архітектор, будівничий Ісаакіївского собору у Санкт-Петербурзі.
У 1816 році за рекомендацією князя П. М. Волконського прибув до Санкт-Петербурга та отримав місце архітектора при кабінеті Олександра Першого. Перошою його будівлею у російської столиці був будинок князя Лобанова-Ростовського на Адміралтейському проспекті (згодом у ньому розташувалось військове міністерство). Проект Монферана по перебудуванню Ісаакіївського собору більше інших сподобався Олександру Першому, і він затвердив його 20 лютого 1818 року. Будівництво велось протягом 40 років та було завершено вже за часів Олександра Другого. Похований на цвинтарі Монмартр.